# Дедеркало (герб)
Дедеркало (пол. Dederkało) — шляхетський руський(український) герб.

## Вигляд та походження
Северин Уруський в книжці "Rodzina. Herbarz szlachty polskiej" щодо вигляду герба писав:
|  | Герб - у червоному полі літера Y, білого кольору. Оригінальний текст (пол.) Herb - w polu czerwonem głoska Y, biała. |

Також він зазначав, що Дедеркало - це стара волинська родина, яка вже в XV столітті мешкала на тих землях. Й що одна з її гілок потім взяла фамілію Дедерко. 
Каспер Несецький писав, що носії цього герба згадувалися в Метриці Волинській 1528 року. А Юліуш Островський, що походження герба невідоме